# Plinkout
Plinkout (německy Pinkaute) je vesnice, část obce Dlouhá Loučka v okrese Olomouc. Nachází se asi 2,5 km na severozápad od Dlouhé Loučky. V roce 2009 zde bylo evidováno 82 adres. V roce 2001 zde trvale žilo 165 obyvatel. Plinkout měl ve znaku postavu horníka.
Plinkout je také název katastrálního území o rozloze 6,2 km2.

## Název
Vesnice byla pojmenována obecnou složeninou plnkút (v této podobě doloženo z 1381) – „plný kout, hojný kout, kout plný všeho“ (jméno bylo možná dáno ironicky). Obměny podoby první slabiky (Plin- a Pin-) souvisejí s vývojem slabikotvorného l.